# Черновка (Бєлорєцький район)
Черно́вка (рос. Черновка, башк. Черновка) — присілок (колишнє селище) у складі Бєлорєцького району Башкортостану, Росія. Входить до складу Азікеєвської сільської ради.
Населення — 126 осіб (2010; 90 в 2002).
Національний склад:
- башкири — 99%